# Nagy József (labdarúgó, 1960)
Nagy József (Nádasd, 1960. október 21. –) labdarúgó.

## Pályafutása

### Klubcsapatban
1975-ig szülőhelyén, a vas megyei Nádasdi KSK csapatában játszott. Innen került a megyeszékhelyre a Haladáshoz. 1979-ben mutatkozott be az élvonalban, de ebben az idényben a szombathelyiek kiestek az első osztályból. 1981-től szerepeltek ismét a legjobbak között. A legjobb helyezést az 1987–1988-as szezonban érték el, hetedikek lettek. A Haladásban összesen 189 bajnoki mérkőzésen, 27 gólt szerzett. Még egy évet játszott a Sabaria SE csapatában mielőtt befejezte az aktív labdarúgást.

### Válogatottban
Tagja volt az 1979-es ifjúsági labdarúgó-világbajnokságon, valamint az 1986-os mexikói világbajnokságon szereplő csapatnak, 1985-ben egyszer szerepelt a válogatottban. 1986 és 1987 között 2 alkalommal szerepelt az olimpia válogatottban.

## Statisztika

### Mérkőzése a válogatottban
| Magyarország | Magyarország       | Magyarország                          | Magyarország | Magyarország | Magyarország | Magyarország | Magyarország | Magyarország |
| #            | Dátum              | Helyszín                              | Hazai        | Eredmény     | Vendég       | Kiírás       | Gólok        | Esemény      |
| ------------ | ------------------ | ------------------------------------- | ------------ | ------------ | ------------ | ------------ | ------------ | ------------ |
| 1.           | 1985. december 11. | Monterrey, Technológico Stadion (MEX) | Magyarország | 3 – 1        | Algéria      | barátságos   | -            | 61'          |
|              | Összesen           |                                       |              | 1            | mérkőzés     |              | 0            | gól          |